# Monte San Giovanni Campano
Monte San Giovanni Campano – miejscowość i gmina we Włoszech, w regionie Lacjum, w prowincji Frosinone.
Według danych na rok 2004 gminę zamieszkiwały 12 262 osoby, 255,5 os./km².